# Rząd Lamberta Diniego

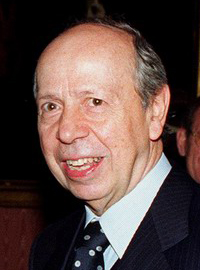
Lamberto Dini

Rząd Lamberta Diniego – rząd Republiki Włoskiej funkcjonujący od 17 stycznia 1995 do 17 maja 1996.
Gabinet został ukonstytuowany w trakcie XII kadencji włoskiego parlamentu po utracie większości przez rząd Silvia Berlusconiego, z którego wycofała się Liga Północna.
Nową Radę Ministrów utworzyli w dużej mierze bezpartyjni, rząd ten o charakterze technicznym rządził przez szesnaście miesięcy.
Ustąpił w związku ze sformowaniem nowej koalicji po przedterminowych wyborach parlamentarnych do Izby Deputowanych i Senatu XIII kadencji.
Lamberta Diniego na urzędzie premiera Włoch zastąpił Romano Prodi.

## Skład rządu
| funkcja                                                               | minister                 | okres urzędowania    | okres urzędowania    |
| funkcja                                                               | minister                 | od                   | do                   |
| --------------------------------------------------------------------- | ------------------------ | -------------------- | -------------------- |
| premier                                                               | Lamberto Dini            | 17 stycznia 1995     | 17 maja 1996         |
| minister spraw zagranicznych                                          | Susanna Agnelli          | 17 stycznia 1995     | 17 maja 1996         |
| minister spraw wewnętrznych                                           | Antonio Brancaccio       | 17 stycznia 1995     | 8 czerwca 1995       |
| minister spraw wewnętrznych                                           | Giovanni Rinaldo Coronas | 8 czerwca 1995       | 17 maja 1996         |
| minister sprawiedliwości                                              | Filippo Mancuso          | 17 stycznia 1995     | 19 października 1995 |
| minister sprawiedliwości                                              | Lamberto Dini (p.o.)     | 19 października 1995 | 16 lutego 1996       |
| minister sprawiedliwości                                              | Vincenzo Caianiello      | 16 lutego 1996       | 17 maja 1996         |
| minister budżetu i planowania gospodarczego                           | Rainer Masera            | 17 stycznia 1995     | 12 stycznia 1996     |
| minister budżetu i planowania gospodarczego                           | Augusto Fantozzi (p.o.)  | 12 stycznia 1996     | 16 lutego 1996       |
| minister budżetu i planowania gospodarczego                           | Mario Arcelli            | 16 lutego 1996       | 17 maja 1996         |
| minister finansów                                                     | Augusto Fantozzi         | 17 stycznia 1995     | 17 maja 1996         |
| minister skarbu                                                       | Lamberto Dini            | 17 stycznia 1995     | 17 maja 1996         |
| minister obrony                                                       | Domenico Corcione        | 17 stycznia 1995     | 17 maja 1996         |
| minister edukacji                                                     | Giancarlo Lombardi       | 17 stycznia 1995     | 17 maja 1996         |
| minister robót publicznych                                            | Paolo Baratta            | 17 stycznia 1995     | 17 maja 1996         |
| minister środowiska                                                   | Paolo Baratta            | 17 stycznia 1995     | 17 maja 1996         |
| minister zasobów rolnych, żywnościowych i leśnych                     | Walter Luchetti          | 17 stycznia 1995     | 17 maja 1996         |
| minister transportu                                                   | Giovanni Caravale        | 17 stycznia 1995     | 17 maja 1996         |
| minister poczty i telekomunikacji                                     | Agostino Gambino         | 17 stycznia 1995     | 17 maja 1996         |
| minister przemysłu, handlu i rzemiosła                                | Alberto Clò              | 17 stycznia 1995     | 17 maja 1996         |
| minister zdrowia                                                      | Elio Guzzanti            | 17 stycznia 1995     | 17 maja 1996         |
| minister pracy i ochrony socjalnej                                    | Tiziano Treu             | 17 stycznia 1995     | 17 maja 1996         |
| minister handlu zagranicznego                                         | Alberto Clò (p.o.)       | 17 stycznia 1995     | 17 maja 1996         |
| minister kultury                                                      | Antonio Paolucci         | 17 stycznia 1995     | 17 maja 1996         |
| minister szkolnictwa wyższego, nauki i technologii                    | Giorgio Salvini          | 17 stycznia 1995     | 17 maja 1996         |
| minister bez teki do spraw rodziny i solidarności społecznej          | Adriano Ossicini         | 17 stycznia 1995     | 17 maja 1996         |
| minister bez teki do spraw reformy instytucjonalnej                   | Giovanni Motzo           | 17 stycznia 1995     | 17 maja 1996         |
| minister bez teki do spraw służb publicznych i stosunków regionalnych | Franco Frattini          | 17 stycznia 1995     | 18 marca 1996        |
| minister bez teki do spraw służb publicznych i stosunków regionalnych | Giovanni Motzo           | 22 marca 1996        | 17 maja 1996         |
| minister bez teki do zadań specjalnych                                | Antonio Brancaccio       | 9 czerwca 1995       | 26 sierpnia 1995     |